# Бена
Бена (фр. Beynat) је насељено место у Француској у региону Лимузен, у департману Корез.
По подацима из 2011. године у општини је живело 1263 становника, а густина насељености је износила 36,25 становника/km².

## Демографија
| 1962. | 1968. | 1975. | 1982. | 1990. | 2011. |
| ----- | ----- | ----- | ----- | ----- | ----- |
| 1.408 | 1.336 | 1.132 | 1.101 | 1.068 | 1.263 |